# Defacqz (tramhalte)
Defacqz is een tramhalte van de Brusselse vervoersmaatschappij MIVB, gelegen in de gemeente Brussel-stad.

## Geschiedenis
Tijdens de 20e eeuw hebben verschillende tramlijnen de Louizalaan bediend, waaronder de halte Defacqz. Zo reden tramlijnen 2 en 4 tot en 19 maart 1968 door de Louizalaan, terwijl tramlijnen 32 en 94 dat deden tot en met 14 augustus 1985. Nadien werd het eindpunt van tramlijn 93 gewijzigd van het George Brugmannplein naar het Marie-Joséplein, waardoor tramlijn 93 de hele Louizalaan ging bedienen.
Tot en met 30 juni 2007 werd de halte Defacqz bediend door tramlijn 93, dat tussen Schaarbeek Station en Legrand reed. Nadien werd de tramlijn opgeheven bij de herziening van het tramnet op 2 juli 2007. Het trajectdeel Legrand — Louiza werd overgenomen door de bestaande tramlijn 94, dat overdag (tot 20u00) gesplitst werd in twee trajectdelen: enerzijds Herrmann-Debroux — Louiza, en anderzijds Legrand — Stadion.
Op 31 augustus 2013 werden deze beide trajectdelen omgevormd tot twee volwaardige tramlijnen, waardoor tramlijn 93 opnieuw de halte Defacqz bediende. Sinds 29 september 2018 rijdt de voormalige tramlijn 94 na verlenging van het traject met het nummer 8.
De tramsporen ter hoogte van halte Defacqz werden voor het laatst vervangen in de maand mei 2015.

## Situering
De perrons en beide tramsporen zijn gelegen aan de linkerkant van de Louizalaan, wanneer men in de richting van Louiza kijkt. Beide perrons met wachthokjes zijn telkens gelegen na het kruispunt tussen de Louizalaan en de Defacqzstraat, wat het wachten voor de verkeerslichten vermijdt. De halte werd ook vernoemd naar de Defacqzstraat, de welke de naam heeft gekregen van Eugène Defacqz, een Belgische politicus uit de 19e eeuw.
Ter hoogte van de halte Defacqz loopt ondergronds de Baljuwtunnel voor het wegverkeer.

## Afbeeldingen

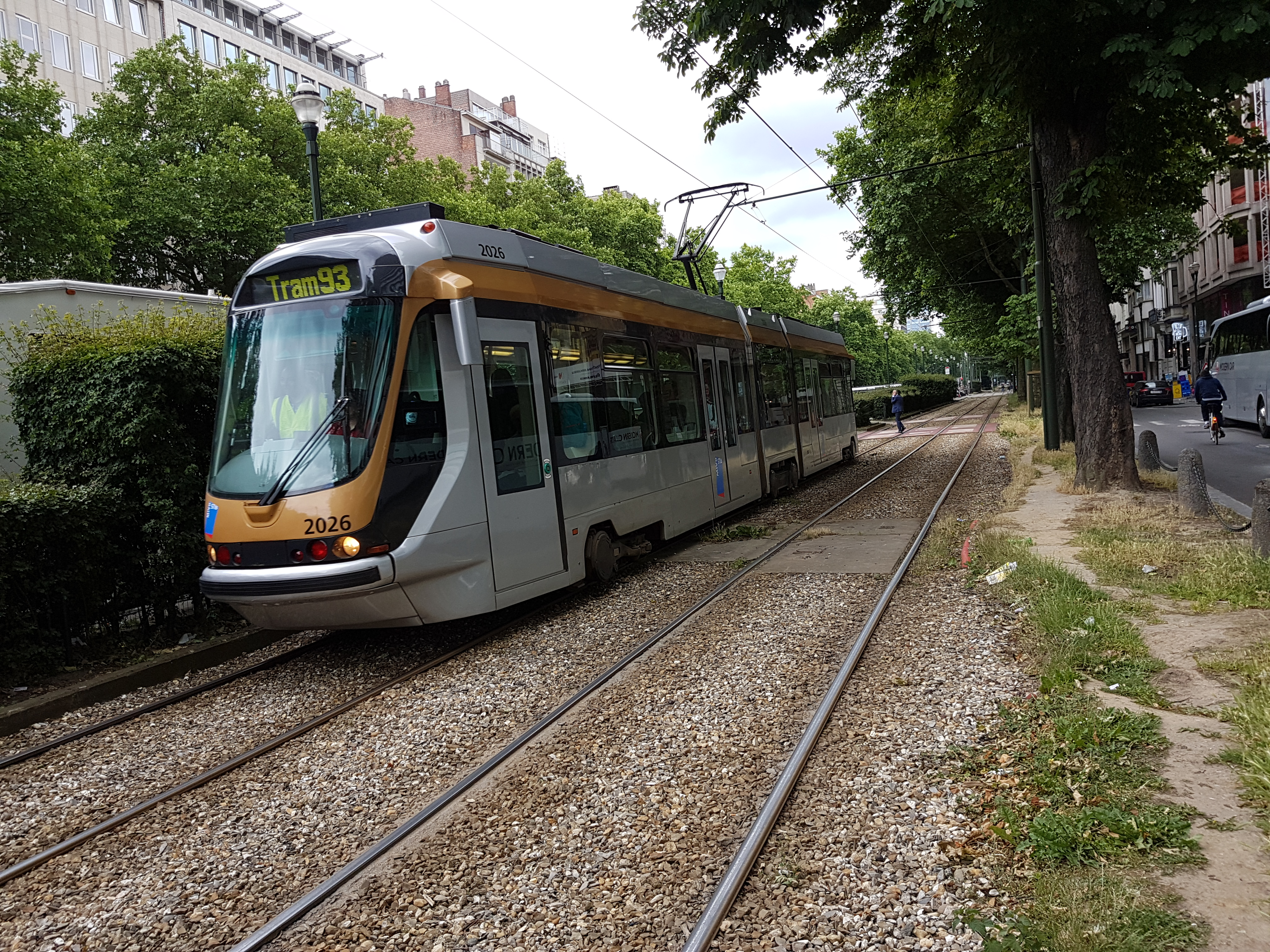
Tram 93 voor het kruispunt met de Defacqzstraat (2017)

Louiza · 
Stefania · 
Defacqz · 
Baljuw · 
Vleurgat · 
Abdij · 
Legrand · 
Ter Kameren-Ster · 
Buyl · 
Johanna · 
ULB · 
Solbos · 
Marie-José · 
Brazilië · 
Boondaal Station · 
Renbaan van Bosvoorde · 
Lieveheersbeestjes · 
Bosvoorde Station · 
Delleur · 
Wiener · 
Valkerij · 
Tenreuken · 
Seny-park · 
Herrmann-Debroux · 
Oudergem-Shopping · 
Vorstrondpunt · 
Empain · 
Trammuseum · 
Bronnenpark · 
Voot · 
Woluwe Shopping · 
Roodebeek
Legrand · 
Abdij · 
Vleurgat · 
Baljuw · 
Defacqz · 
Stefania · 
Louiza · 
Poelaert · 
Kleine Zavel · 
Koning · 
Paleizen · 
Park · 
Congres · 
Kruidtuin · 
Gillon · 
Sint-Maria · 
Lefrancq · 
Liedts · 
Thomas · 
Masui · 
Jules De Trooz · 
Over de Bruggen · 
Prinses Clementina · 
Moorslede · 
Bockstael · 
Jacob Fontaine · 
Jetse Haard · 
Kerkhof van Jette · 
Guillaume de Greef · 
Brugmann-ziekenhuis · 
Polikliniek Brugmann · 
Stiénon · 
Stadion